# ۵٬۳٬۱-تری‌آزین
۵،۳،۱-تری‌آزین (به انگلیسی: 1,3,5-Triazine) با فرمول شیمیایی C۳H۳N۳ یک ترکیب شیمیایی است. که جرم مولی آن ۸۱٫۰۸ g/mol می‌باشد. شکل ظاهری این ترکیب، جامد بلوری سفید است.